# Spaghetti aglio e olio

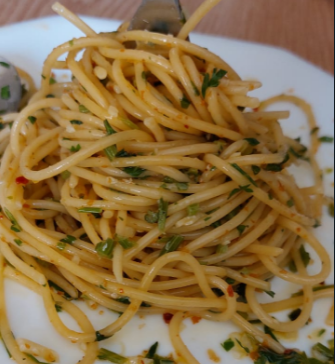
Spaghetti Aglio e Olio

Spaghetti aglio e olio («espaguetis con ajo y aceite de oliva» en italiano) es un plato de pasta tradicional italiano procedente de Nápoles.
El plato se prepara salteando ligeramente ajos picados o prensados en aceite de oliva, a veces con la adición de cayena seca, y echando los espaguetis. También se pueden añadir como guarnición perejil picado, junto con parmesano o queso de oveja rallado, aunque de acuerdo con algunas recetas tradicionales, el queso no debe ser añadido.